# دي إم سي
دي إم سي (بالإنجليزية: dmc) هي قناة تلفزيونية ترفيهية مصرية تبث على القمر الصناعي المصري نايل سات، أسسها المهندس طارق إسماعيل، وهي إحدى قنوات المتحدة للخدمات الإعلامية.

## البرامج
- مساء dmc تقديم: أسامة كمال وإيمان الحصري
- السفيرة عزيزة تقديم: سناء منصور وجاسمين طه زكي وشيرين عفت ونهى عبد العزيز ورضوى حسن وسالي شاهين
- 8 الصبح تقديم: داليا أشرف وآية جمال الدين وهبه ماهر ورحمة خالد
- لعلهم يفقهون تقديم: خالد الجندي ورمضان عبد المعز[2][3]
- صاحبة السعادة تقديم: إسعاد يونس
- أنغام تقديم: أنغام
- ماما دوت أم تقديم: فاطمة مصطفى
- مصر تستطيع تقديم: أحمد فايق
- باب رزق تقديم: يسري الفخراني
- الحق المُبين تقديم: أحمد الدريني
- كلاسيكو تقديم: سهام صالح
- اليوم تقديم: دينا عصمت
- أتوبيس السعادة تقديم: أحمد يونس
- لوغاريتم تقديم: أحمد فايق[4]
- الكونتينر تقديم: أحمد داود

## قنوات تابعة
- دي إم سي دراما (dmc Drama) هي قناة تابعة لشبكة دي إم سي متخصصة لعرض المسلسلات المصرية الحديثة والقديمة.
- دي إم سي الرياضية (dmc Sports) كانت قناة رياضية مصرية مملوكة لشركة دي إم سي، كانت تبث على قمر النايل سات وكانت تبث الدوري المصري الممتاز وكأس مصر كما بثت مباراة الأهلي المصري وبدفست في دوري أبطال أفريقيا دور 32، كانت تبث الدوري البلجيكي. أغلقت في عام 2018 وحلت محلها قناة تايم سبورتس.[5]
- دي إم سي أطفال (dmc kids) هي قناة أطفال مصرية أنشأت عام 2017 وكانت تتميز القناة بتعليم الأطفال الدين والأخلاق ولكن أغلقت القناة حلت عنها قناة نادي الزمالك الرياضية عام 2020.
- دي إم سي مسرح (dmc masraheyat) هي قناة مصرية متخصصة لبث المسرحيات وكانت ستنطلق في اليوم العالمي للمسرح ولكن أغلقت القناة.
- دي إم سي أخبار (dmc news) هي قناة متخصصة لعرض النشرات الإخبارية يوميا ولكن أغلقت القناة بسبب إستقالة مديرة القناة وحلت عنها قناة إكسترا لايف عام 2023.

## وصلات خارجية
- الموقع الرسمي